# Coll de Portells
El Coll de Portells és un coll de muntanya dels Pirineus situat a 688,6 m alt que uneix les comarques de l'Alt Empordà i el Vallespir. Es troba a cavall de la comuna vallespirenca de Morellàs i les Illes, al límit dels antics termes de Morellàs, les Illes i Riunoguers, i del municipi alt-empordanès d'Agullana.
És al sud-est del terme de Morellàs i les Illes i al nord del d'Agullana, 
Just al coll hi ha la fita transfronterera número 562, feta d'un bloc d'obra cúbic capçat amb una piràmide. És al costat oriental del camí.